# David Šafránek
David Šafránek (* 20. července 1991) je český lední hokejista hrající na pozici útočníka. Svá mládežnická léta strávil v klubu Mountfield HK. Během sezóny 2009/2010 odehrál vedle 34 utkání za královéhradecké juniory také 12 zápasů za HC Hronov. Celý následující ročník strávil mezi juniory Komety Brno. Od sezóny 20111/2012 až do 2014/2015 do utkání nastupoval v dresu kolínského mužstva. Ročník 2015/2016 tráví Šafránek na hostování v celku HC Slavia Praha.